# Méliphage marqué
Meliphaga notata
Espèce
Statut de conservation UICN

 LC  : Préoccupation mineure
Le Méliphage marqué (Meliphaga notata) est une espèce de passereau de la famille des Meliphagidae.

## Répartition
Il est endémique de la péninsule du cap York (Australie).

## Habitat
Il habite les forêts humides tropicales et subtropicales de basse altitude ainsi que les mangroves.